# Arbeitersiedlung Walddorfstraße

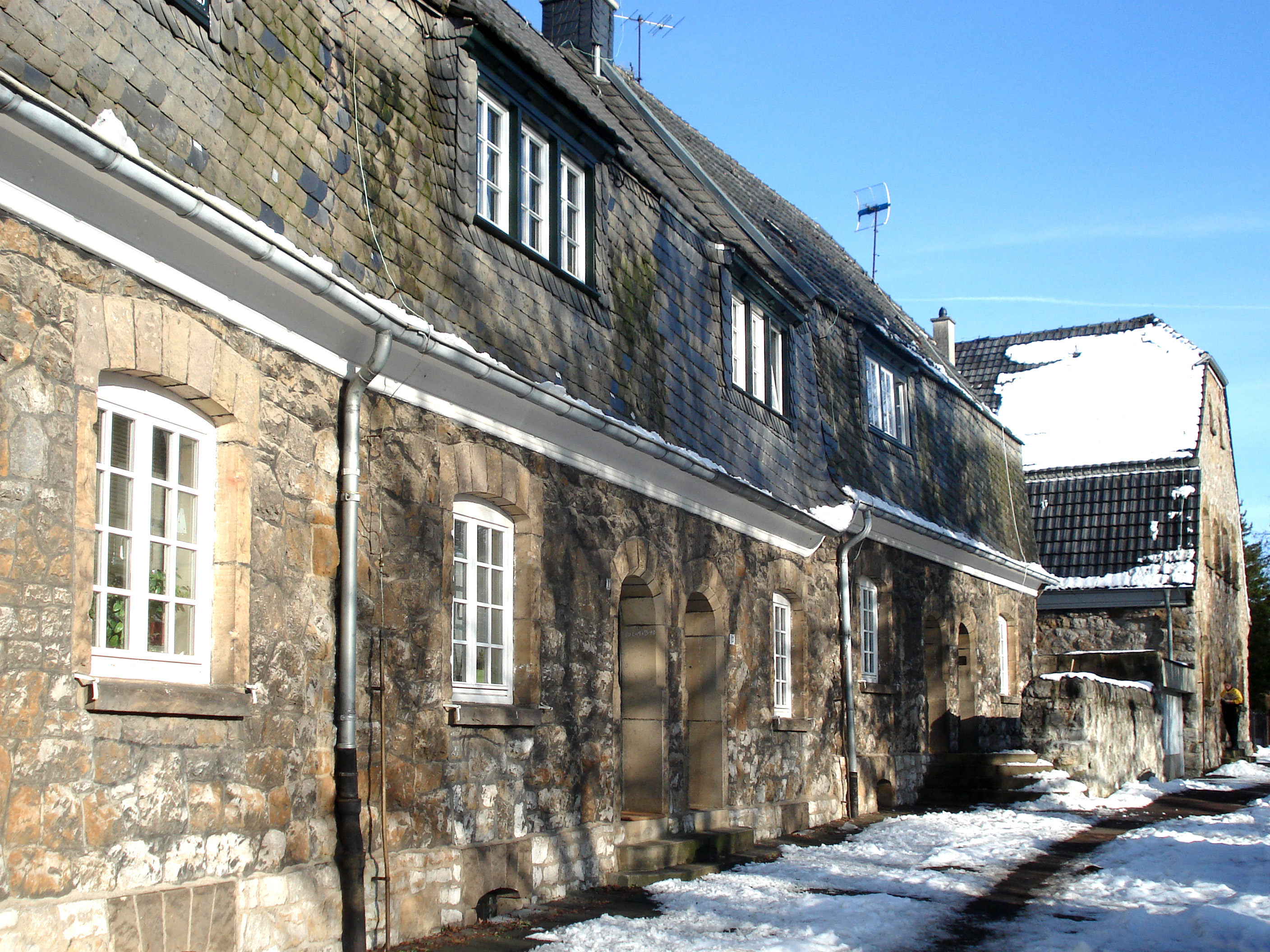
Straßenansicht mit mehreren Wohneinheiten

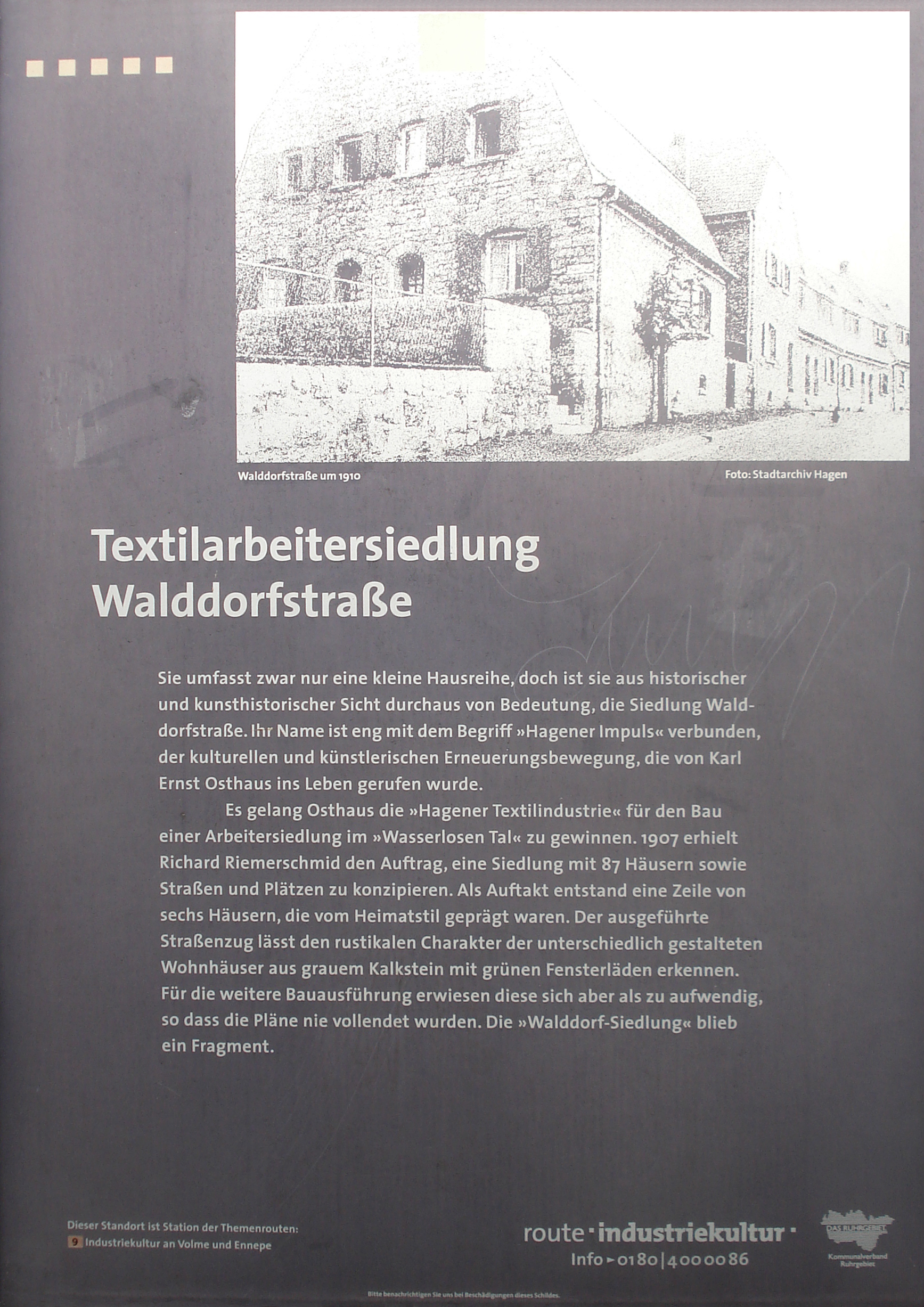
Hinweistafel zur Walddorfstraße

Die Arbeitersiedlung Walddorfstraße der Hagener Textilindustrie Gebr. Elbers AG im Wasserlosen Tal in Hagen (Westf.) wurde durch den Münchener Architekten Richard Riemerschmid geplant. Ihr Name ist eng verbunden mit dem Hagener Impuls und dem großen Hagener Kunstmäzen Karl Ernst Osthaus.
Riemerschmid erhielt 1907 von Osthaus den Auftrag zur Planung der Siedlung mit insgesamt 87 Arbeiterwohnhäusern und Gemeinschaftseinrichtungen wie Kindergarten und Betreuerwohnung sowie der zugehörigen Straßen und anliegenden Plätze.
Die stark vom Heimatstil geprägten unterschiedlichen Haustypen der Arbeitersiedlung Walddorf mit rustikalem Charakter wurden aus dem grauen Kalkstein der unmittelbar angrenzenden Steinbrüche errichtet. Abwechselnd sind die Häusergiebel und Traufen der Straße zugewandt. Ein rückwärtiger Garten zur Selbstversorgung gehört zu jedem Haus.
Als die Bauausführung begann, zeigte sich jedoch die Aufwändigkeit dieses Baustils, so dass man nach der Fertigstellung von 11 Häusern beschloss, das Vorhaben wieder einzustellen. Auch der Beginn des Ersten Weltkrieges verhinderte weitere Bauaktivitäten. Die Pläne Riemerschmids kamen nie zur Vollendung und die Arbeitersiedlung Walddorf blieb somit ein bauliches Fragment.
Im Jahr 2001 gelang es dem Karl Ernst Osthaus Museum der Stadt Hagen, eines der Häuser als Außenstelle langfristig anzumieten und so der Öffentlichkeit auch für eine Innenbesichtigung zugänglich zu machen.